# Olympische Sommerspiele 2024/Radsport – Madison (Frauen)
Der Madison-Wettbewerb der Frauen bei den Olympischen Spielen 2024 in Paris fand am Abend des 9. August im Vélodrome National statt.

## Ablauf
Beim Madison, auch Zweier-Mannschaftsfahren genannt, traten 15 Mannschaften mit je zwei Fahrerinnen an. Das Rennen wurde in einem einzigen Lauf entschieden; es ging über 120 Runden, also 30 Kilometer. Die Teilnehmerinnen konnten alle zehn Runden bei Zwischensprints Punkte sammeln oder jederzeit durch Erzielung eines Rundengewinns.

## Rennverlauf
Die Qualifikation für diesen Wettbewerb richtete sich nach einer Nationen-Rangliste, in die die Ergebnisse der Bahnradsport-Weltmeisterschaften 2023, des UCI Track Cycling Nations’ Cups 2023 und 2024 sowie der kontinentalen Meisterschaften 2023 und 2024 eingingen. Die zehn für die Mannschaftsverfolgung qualifizierten Nationen waren auch für den Madison gesetzt, hinzu kamen fünf weitere.
Von den Olympiasiegerinnen von Tokio fehlte Katie Archibald wegen Verletzung, während Laura Kenny ihre Karriere beendet hatte. In Person von Elinor Barker und Neah Evans stellte Großbritannien jedoch die amtierenden Weltmeisterinnen. Das dänische Duo Amalie Dideriksen und Julie Leth hatte in Tokio die Silbermedaille gewonnen, Australien war mit den Vize-Weltmeisterinnen Georgia Baker und Alexandra Manly vertreten.
Im Wettkampf stürzte das Schweizer Duo Seitz / Andres früh nach einer Kollision mit Evans. Sie blieben ohne Punkte, ebenso wie die deutsche Paarung Brauße / Reißner. Das kanadische Team musste das Rennen nach zwei Überrundungen frühzeitig verlassen.
Barker und Evans konnten in acht von zwölf Sprints punkten, häufiger als jede andere Mannschaft, doch gelang ihnen im Gegensatz zu Italien und den Niederlanden kein Rundengewinn; letzterer brachte Chiara Consonni und Vittoria Guazzini die Goldmedaille sowie Maike van der Duin und Lisa van Belle eine überraschende Bronzemedaille, während Großbritannien dank des letzten Sprintsiegs Silber blieb.

## Ergebnisse
| Rang | Namen                                   | Nation             | Sprints | Sprints | Sprints | Sprints | Sprints | Sprints | Sprints | Sprints | Sprints | Sprints | Sprints | Sprints | Runden | Runden | Ziel- ankunft | Gesamt |
| Rang | Namen                                   | Nation             | 01      | 02      | 03      | 04      | 05      | 06      | 07      | 08      | 09      | 10      | 11      | 12      | +      | –      | Ziel- ankunft | Gesamt |
| ---- | --------------------------------------- | ------------------ | ------- | ------- | ------- | ------- | ------- | ------- | ------- | ------- | ------- | ------- | ------- | ------- | ------ | ------ | ------------- | ------ |
| 1    | Chiara Consonni Vittoria Guazzini       | Italien            | 2       | 5       |         |         |         |         |         |         | 5       |         | 5       |         | 1      |        | 7             | 37     |
| 2    | Elinor Barker Neah Evans                | Großbritannien     | 5       |         | 3       | 3       |         |         | 3       | 5       | 1       | 1       |         | 10      |        |        | 1             | 31     |
| 3    | Maike van der Duin Lisa van Belle       | Niederlande        |         |         | 1       |         |         | 2       | 5       |         |         |         |         |         | 1      |        | 8             | 28     |
| 4    | Jennifer Valente Lily Williams          | Vereinigte Staaten |         | 2       | 2       |         | 3       | 5       |         | 2       | 2       |         |         | 2       |        |        | 4             | 18     |
| 5    | Marion Borras Clara Copponi             | Frankreich         | 3       |         | 5       |         | 1       |         | 1       | 1       |         |         | 2       | 4       |        |        | 3             | 17     |
| 6    | Amalie Dideriksen Julie Leth            | Dänemark           |         | 3       |         | 5       | 2       |         |         |         |         |         |         | 6       |        |        | 2             | 16     |
| 7    | Daria Pikulik Wiktoria Pikulik          | Polen              |         |         |         | 2       |         | 1       | 2       | 3       | 3       |         | 3       |         |        |        | 5             | 14     |
| 8    | Bryony Botha Emily Shearman             | Neuseeland         | 1       |         |         |         | 5       |         |         |         |         |         | 1       |         |        |        | 6             | 07     |
| 9    | Georgia Baker Alexandra Manly           | Australien         |         |         |         | 1       |         | 3       |         |         |         | 2       |         |         |        |        | 13            | 06     |
| 10   | Katrijn De Clercq Hélène Hesters        | Belgien            |         |         |         |         |         |         |         |         |         | 5       |         |         |        |        | 12            | 05     |
| 11   | Lara Gillespie Alice Sharpe             | Irland             |         |         |         |         |         |         |         |         |         | 3       |         |         |        |        | 10            | 03     |
| 12   | Tsuyaka Uchino Maho Kakita              | Japan              |         | 1       |         |         |         |         |         |         |         |         |         |         |        |        | 14            | 01     |
| 13   | Franziska Brauße Lena Charlotte Reißner | Deutschland        |         |         |         |         |         |         |         |         |         |         |         |         |        |        | 9             | 0      |
| 14   | Aline Seitz Michelle Andres             | Schweiz            |         |         |         |         |         |         |         |         |         |         |         |         |        |        | 11            | 0      |
| 15   | Maggie Coles-Lyster Ariane Bonhomme     | Kanada             |         |         |         |         |         |         |         |         |         |         |         |         |        | 2      | —             | DNF    |